# Hans Morinck

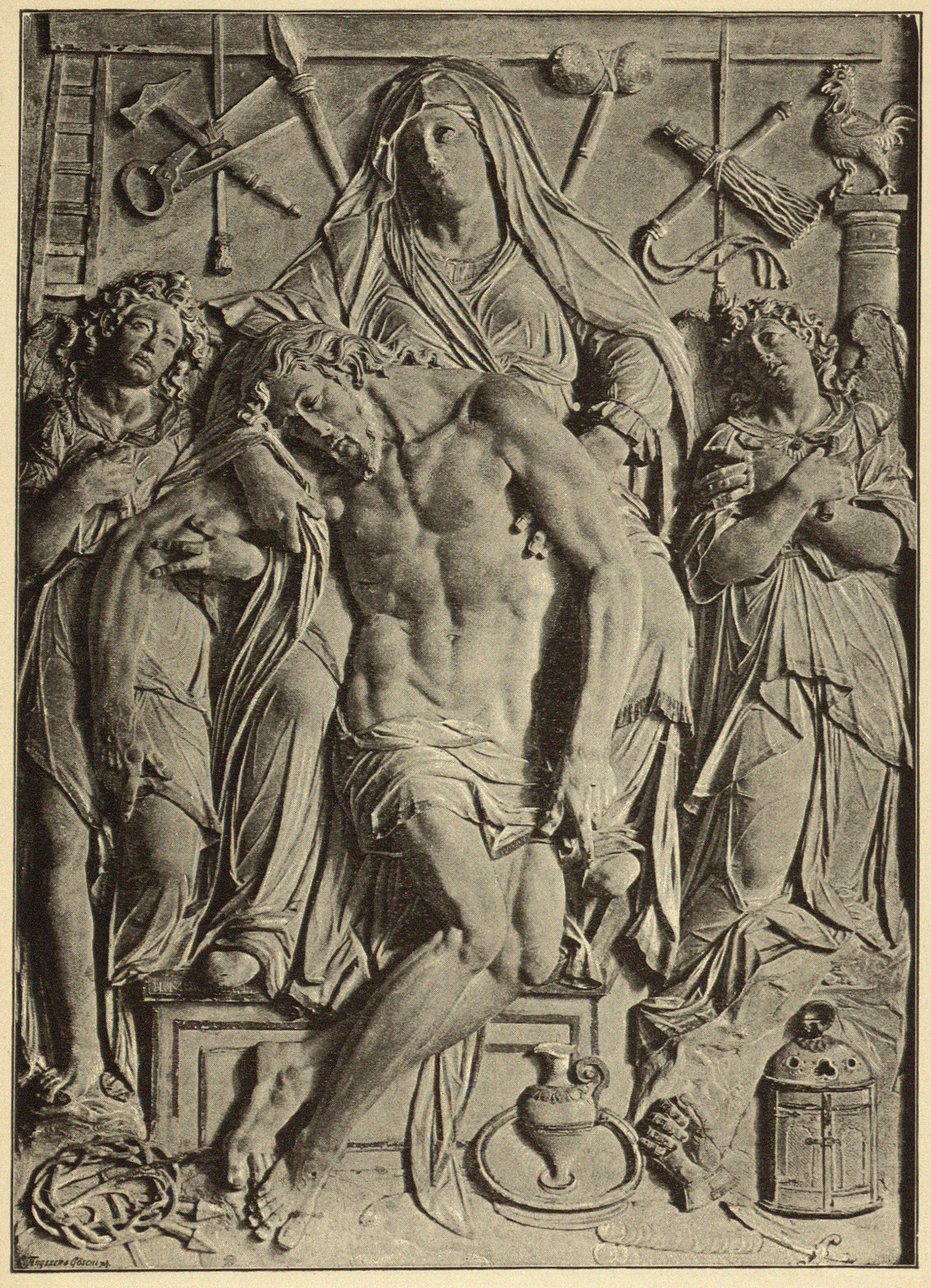
Die Karlsruher Pietà

Hans Morinck (* um 1555; † 1616 in Konstanz) war ein Bildhauer, der in Konstanz tätig war. Er schuf plastische Werke für katholische Kirchen, aber auch für Privatpersonen, in der Hauptsache Epitaphien und Grabmale.

## Leben und Werk
Hans Morinck stammte vielleicht aus Kärnten. Laut Stern wurde er möglicherweise in den Niederlanden ausgebildet und dürfte sich zeitweise in Italien aufgehalten haben. Helmut Ricke mutmaßt, Morinck habe eine Ausbildung beim Meister des Heiligenberger Rittersaales absolviert und anschließend Italien bereist.
1578 ließ er sich in Konstanz nieder und 1582 wurde er Bürger dieser Stadt. In diesem Jahr heiratete er seine erste Frau, Effrasina Harreisin, die 1591 starb. Eine zweite Ehe schloss er im Jahr 1595 mit Agnesa Langin. Auch diese Ehefrau überlebte er; sie starb im Jahr 1611.
Seine Werke weisen den Manierismus der Floris-Schule sowie Einflüsse von Michelangelo und dessen Nachfolgern auf. Offenbar nutzte Morinck niederländische Druckgraphiken als Vorlagen für seine Reliefs, auf denen meiste viele Personen dargestellt sind. Er dürfte in Konstanz eine kleine Werkstatt betrieben haben. Unter Abt Caspar II. Thoma fertigte er einen Hochaltar für das Neue Münster.
Fritz Hirsch datierte drei Passionsreliefs aus Öhninger Kalkschiefer im Chor von St. Stephan auf die Zeit um 1578. Im Jahr 1591 schuf Morinck ein Epitaph für seine erste Frau, drei Jahre später folgte ein Sakramentshaus mit Abendsmahlsrelief, beide ebenfalls in St. Stephan. Ein weiteres Epitaph von Morincks Hand befindet sich in der Nikolauskapelle im Konstanzer Münster; es ist Andreas vom Stain gewidmet und stammt aus dem Jahr 1589. In der Annenkapelle im Münster steht ein Annenaltar von Morinck. 
Sein eigenes Haus, das heute die Adresse Zollernstraße 6 trägt, schmückte Hans Morinck 1608 mit einem Hirtenrelief über der Tür, das in der Tradition der Darstellung der ersten Ecloge der Hirtengedichte Vergils steht. Die Weinstube Zum guten Hirten, die sich mittlerweile in diesem Haus befindet, ist danach benannt.

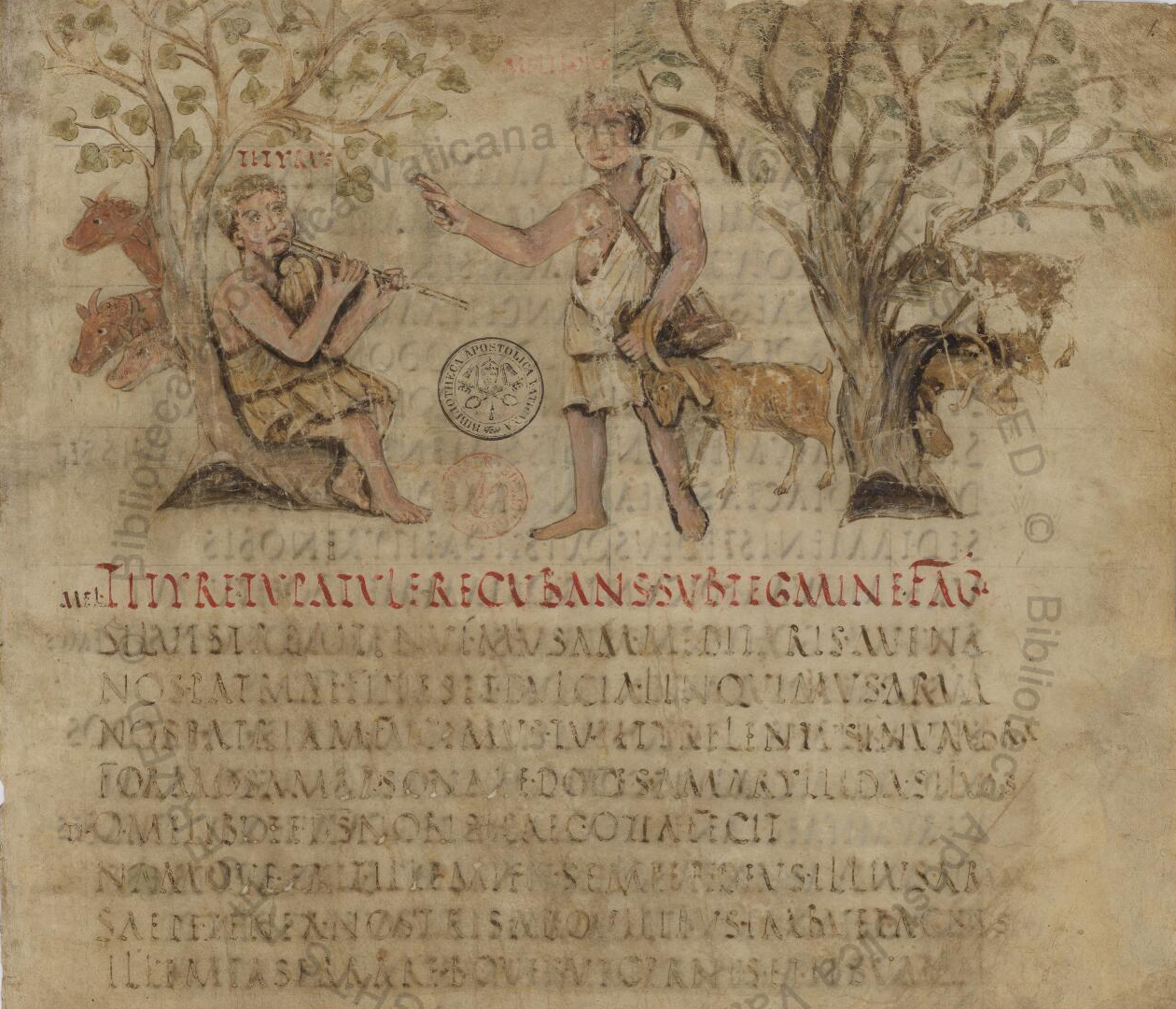
Vergilius Romanus 5./6. Jahrhundert. Abbildung zur 1. Ecloge der Hirtengedichte des Vergil
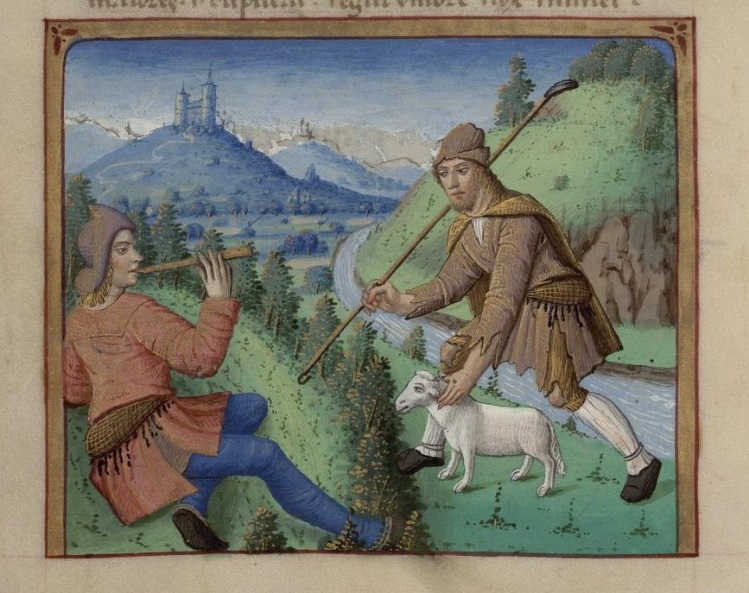
Ms 498 f3v. Dijon 1469. Abbildung zur 1. Ecloge der Hirtengedichte des Vergil
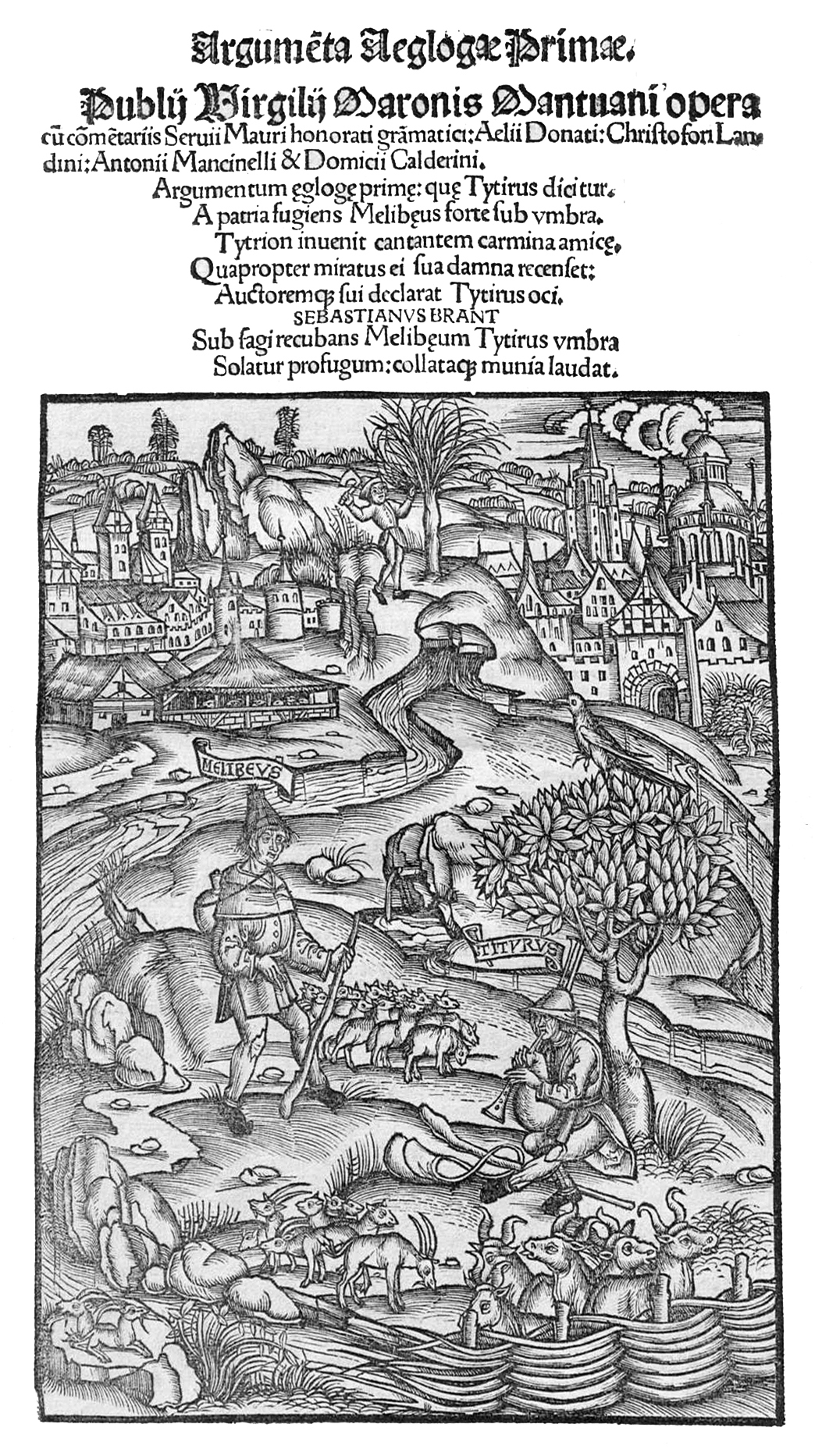
Sebastian Brant 1502. Abbildung zur 1. Ecloge der Hirtengedichte des Vergil
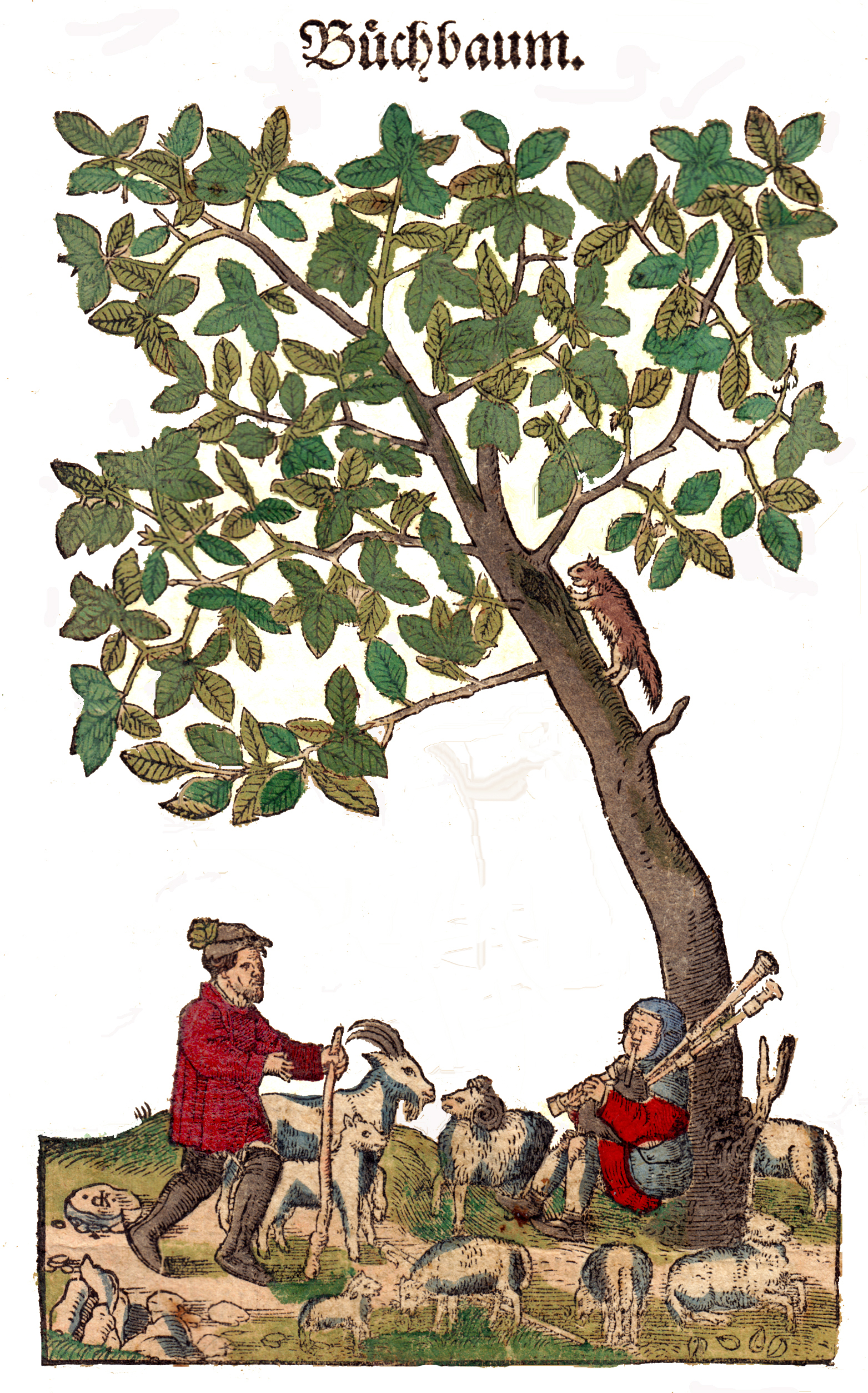
Hieronymus Bock 1546. Abbildung zum Kapitel Bůchbaum
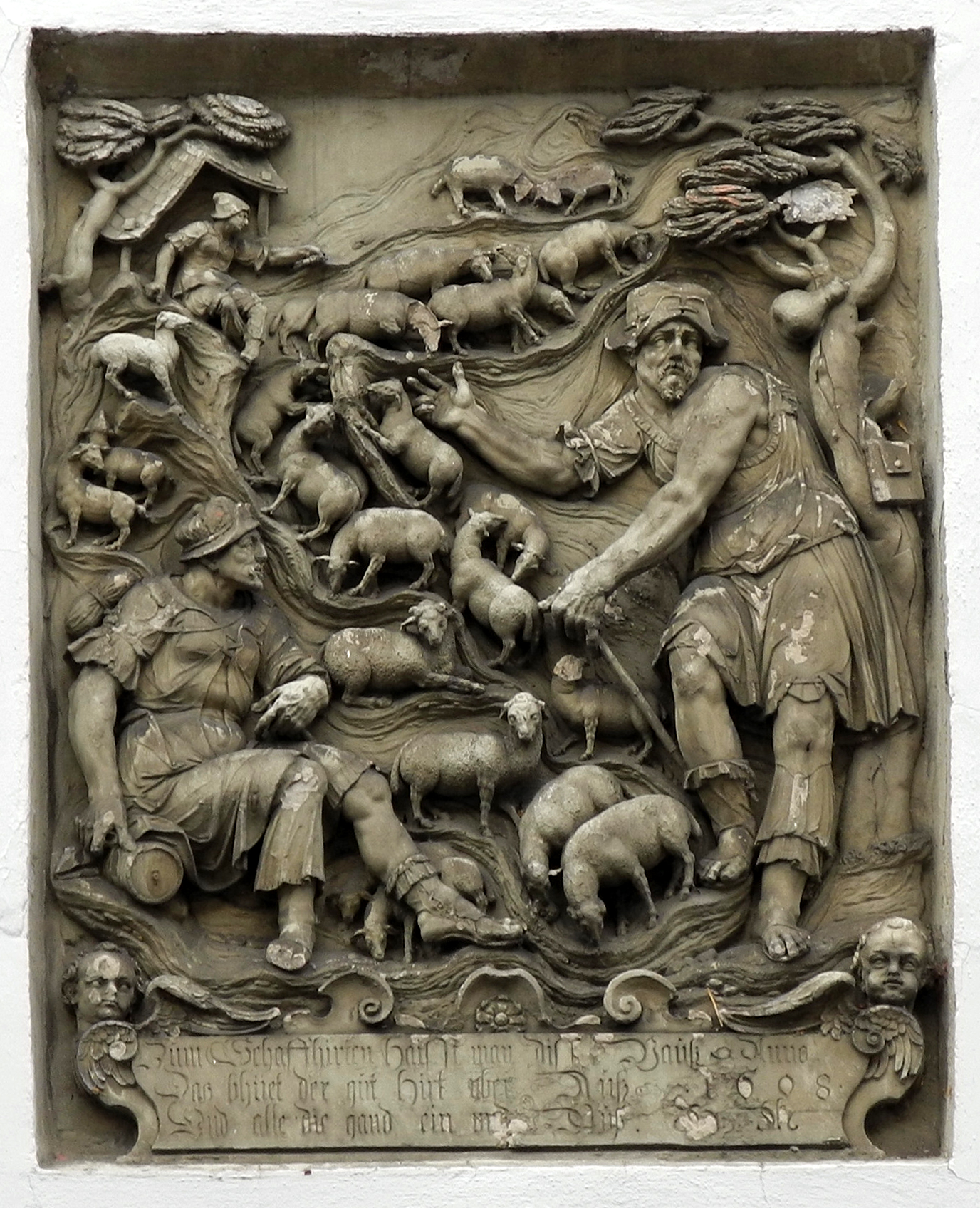
Hans Morinck 1608. Hauszeichen „Zum Schafhirten“

Eine Beweinung Christi, die aus der Zeit um 1614 stammt, befindet sich am Eingang der Welserkapelle des Konstanzer Münsters. Ein Epitaph für Horatius Tritt aus dem Jahr 1595 gelangte aus der Kirche St. Johann ins Rosgartenmuseum. Die Abtei Petershausen besaß Morinck-Reliefs, die später in die katholische Kirche in Karlsruhe und in die Pfarrkirche St. Sigismund in Hepbach gelangten. Das Karlsruher Schlossmuseum übernahm zwei Reliefs mit Pietà und Gnadenstuhl, die sich ursprünglich in St. Johann in Konstanz befanden. Sie werden etwa auf 1612 datiert. Die Urheberschaft einiger weiterer Kunstwerke ist nach Thieme-Becker nicht gesichert.
Hans Ricke würdigte den Einfluss der Werke Morincks mit folgenden Sätzen: „Um 1600 war M. im Bodenseeraum unbestritten die führende Künstlerpersönlichkeit. Als Mittler der Skulptur der ital. Renaissance und des Manierismus kommt ihm für die Kunstgeschichte der Region eine Schlüsselstellung zu. Sein Werk gab hier den entscheidenden Anstoß zur Überwindung der noch von spätgotischen Vorstellungen bestimmten Arbeitsweise der einheimischen Künstler. Die Bildhauer der folgenden Generation, darunter so bedeutende wie Jörg Zürn in Überlingen, haben bei M. gelernt oder sich zumindest intensiv mit seinem Werk auseinandergesetzt.“